# Stanislav Hejkal
Stanislav Hejkal (* 3. ledna 1970) je český fotbalový trenér.

## Trenérská kariéra
Od roku 2003 do roku 2010 působil jakožto hlavní trenér SK Kladno. Později asistoval trenérům v Teplicích a Spartě, vyzkoušel si skautování a v sezóně 2017/18 vyhrál s teplickými dorostenci juniorskou ligu.
V průběhu září 2018 převzal trénování mužstva FK Teplice a vůbec poprvé se tak ocitl ve funkci hlavního trenéra prvoligového klubu. Na konci listopadu 2020 byl odvolán, Teplice se totiž zapletly do záchranářských bojů.
Během letních měsíců roku 2021 se stal trenérským asistentem Miroslava Koubka ve druholigovém FC Hradec Králové.
25. dubna 2023 nahradil do konce sezóny 2022/23 ze zdravotních důvodů hlavního trenéra FC Hradec Králové Miroslava Koubka.